# Bakugan Battle Brawlers
Bakugan Battle Brawlers (爆丸バトルブローラーズ, Bakugan Batoru Burōrāzu) is een Japanse animeserie uit 2007, en een op deze serie gebaseerd strategiespel.
De oorspronkelijke serie bestond uit 52 afleveringen. In 2009 verscheen een tweede serie getiteld Bakugan Battle Brawlers: New Vestroia. Een derde reeks, Bakugan: Gundalian Invaders, verscheen in 2010. In 2011 verscheen de serie Mechtanium Surge die in 2 seizoenen werd gesplitst. In het Nederlands verschenen 3 van de 7 manga-afleveringen bij Big Balloon.

## Achtergrond
Zowel de serie als het spel draaien om wezens genaamd Bakugan. Deze wezens wonen in capsules, en kunnen worden beheerst via metalen kaarten. Mensen die deze kaarten en een of meer bakugan bezitten worden Battle Brawlers genoemd. Zij gebruiken hun bakugan om onderling te vechten. In de serie komen de Bakugan oorspronkelijk uit een wereld genaamd Vestroia en zijn door toedoen van de Bakugan Naga op aarde beland.

## Anime

### Eerste reeks
De eerste reeks van 52 afleveringen werd geproduceerd door TMS Entertainment in samenwerking met Japan Vistec. De regie was in handen van Mitsuo Hashimoto. De serie debuteerde in Japan op TV Tokyo op 5 april 2007. De serie werd buiten Japan voor het eerst in Canada door Teletoon vertoond. De intromuziek van de serie werd gecomponeerd door Psychic Lover.
In de eerste reeks worden de zeven hoofdpersonen geïntroduceerd. De kinderen:
- Dan (Ingesproken door: Levi van Kempen)
- Shun (Ingesproken door: Mitchell van den Dunge Bille)
- Runo (Ingesproken door: Lizemijn Libgott)
- Marucho (Ingesproken door: Melise de Winter)
- Julie (Ingesproken door: Pip Pellens)
- Alice (Ingesproken door: Fleur van de Water)
- Joe (later)

Ze krijgen allemaal een of meer bakugan in handen en richten een groep op genaamd de Bakugan Battle Brawlers (de strijdige strijders). Samen bevechten ze mensen die de bakugan voor slechte doeleinden willen gebruiken. De schurk van de eerste serie is Masquerade (Ingesproken door: Ryan Beekhuizen) 
Bakugan is niet meer verkrijgbaar.

### New Vestroia
In maart 2009 kondigden TMS en Nelvana een tweede reeks aan, Bakugan: New Vestroia, bestaande uit 52 afleveringen. In deze serie reizen Dan, Shun, en Marucho naar Vestroia, samen met drie nieuwe Brawlers uit Vestal genaamd Mira, Ace, en Baron (uitgesproken als Beh-run). Samen vechten ze tegen de kwaadaardige organisatie Vexos en in de tweede helft van het seizoen moeten ze zien te verkomen dat koning Zeno-Held de zes artibuten van de 6 legendarische Bakugan krijgt.

### Gundalian Invaders
In 2010 volgde de reeks Bakugan: Gundalian Invaders. bestaande uit 39 episodes. In deze serie komen andere figuren dan in de voorgaande series voor. Zij komen uit een andere wereld dan de Bakugan van Vestroia, namelijk de planeten Gundalia en Neathia en de bewoners zijn al lange tijd in oorlog met elkaar. Maar ook de Gundaliaanse invasies van "Bakugan Interspace" staan centraal in deze serie. Dan en de anderen helpen hen om Neathia te redden van de Gundalianen. Een van de personages in de serie, Ren Crawler genaamd, doet zich voor als medestander van de strijders, maar blijkt uiteindelijk tot het andere kamp te behoren. Uiteindelijk biedt hij nog wel zijn excuses aan en wordt hij aanvaard als een strijdige strijder.

### Mechtanium Surge
Dit is de laatste serie uit de Bakuganreeks en verscheen in 2011. Er zijn in totaal 46 afleveringen. In deze staan met name de personages Dan en Drago samen met Shun en Marucho centraal en het eerste deel van de serie speelt zich praktisch volledig af in het intussen razend succesvolle Bakugan Interspace. Dan en Drago krijgen wel met veel tegenslagen te maken. En ze moeten nieuwe teams bevechten zoals Team Anubias en Team Sellon. Ook krijgen ze te maken met nieuwe kwaadaardige figuren met name Mag Mel en Wiseman en er zijn nieuwe wezens ontstaan uit de Bakugan, de zogenaamde "Mechtogans". Hierdoor worden de gevechten steeds vernietigender en heviger.

## Spellen

### Kaartspel
Naar aanleiding van de serie ontwikkelden Sega Toys en Spin Master een strategiespel genaamd Bakugan. Dit spel maakt gebruik van miniaturen die de bakugan vertegenwoordigen, en verschillende kaarten. Doel van het spel is om drie poortkaarten van de tegenstander te bemachtigen. Het spel is bedoeld voor twee of vier spelers.

### Computerspellen
- Op 20 oktober 2009 in Noord-Amerika en 23 oktober in Europa verscheen een computerspel genaamd Bakugan Battle Brawlers. Het werd uitgebracht voor de Wii, Nintendo DS, Xbox 360, PlayStation 2, en PlayStation 3.
- Op 23 maart 2010 kwam Bakugan Battle Brawlers: Battle Trainer uit op de Nintendo DS.
- Op 19 oktober 2010 verscheen het 2e computerspel genaamd Bakugan: Defenders of the Core. Het is gebaseerd op de serie Bakugan Battle Brawlers: New Vestroia. Het werd uitgebracht voor de PlayStation 3, Xbox 360, PlayStation Portable, Nintendo DS en Wii.
- Op 8 november 2011 kwam het 2e Nintendo DS spel uit genaamd Bakugan: Rise of the Resistance.